# Tolpino
Tolpino (russisch Толпино) ist ein Dorf in der russischen Oblast Kursk.
Der Ort liegt im Korenewski rajon nahe der Grenze zwischen Russland und der Ukraine.
Im August 2024 fanden hier bei der Kursk-Offensive der ukrainischen Armee Kampfhandlungen statt.